# Морев, Николай Николаевич
Николай Николаевич Мо́рев (25 июля 1917 года — 5 августа 1997 года) — командир миномётного расчёта 69-й механизированной бригады (9-й механизированный корпус, 3-я гвардейская танковая армия, Воронежский фронт), младший сержант, Герой Советского Союза.

## Биография
Родился 25 июля 1917 года в городе Павловске Петроградской губернии.
Русский. Окончил Рыбинский авиационный техникум. Член КПСС с 1946 года. С 1939 года работал на Рыбинском моторостроительном заводе. С 1941 года после эвакуации завода в Уфу работал на Уфимском моторном заводе.
Призван в Красную Армию Молотовским райвоенкоматом города Уфы в феврале 1942 года. Учился в Астраханском военном пехотном училище.
В действующей армии с июня 1943 года.
Младший сержант Н. Н. Морев отличился 22 сентября 1943 года при форсировании реки Днепр в районе села Зарубинцы (Каневский район Черкасской области).
В 1944 года после тяжёлого ранения Н. Н. Морев был демобилизован.
В 1944—1955 годах работал на Уфимском агрегатном заводе заместителем начальника цеха; в 1955—1957 годах — на Рыбинском механическом заводе главным инженером. Затем вернулся в Уфу.
В 1957—1967 годах работал на Уфимском заводе «Гидравлика» заместителем начальника цеха; в 1967—1973 годах — на Уфимских агрегатном, машиностроительном заводах. С 1973 года по 1977 год до ухода на пенсию работал на Уфимском приборостроительном заводе.
Умер 5 августа 1997 года. Похоронен на Южном кладбище Уфы.

## Подвиг
«Командир миномётного расчёта 69-й механизированной бригады (9-й механизированный корпус, 3-я гвардейская танковая армия, Воронежский фронт) младший сержант Н. Н. Морев 22 сентября 1943 г. на самодельном плоту одним из первых форсировал р. Днепр в районе с. Зарубинцы (Каневский район Черкасской области) и сразу же стал прикрывать огнём своего миномёта переправу наших частей. При наступлении находился в боевых порядках пехоты и огнём своего миномёта расчищал дорогу наступающим.
При закреплении и расширении плацдарма 29 сентября 1943 г. во время атаки танков и пехоты противника Н. Н. Морев заменил выбывшего командира миномётной роты и массированным огнём отразил атаку. Было уничтожено до 200 гитлеровцев и семь огневых точек противника».
Звание Героя Советского Союза Н. Н. Мореву присвоено 17 ноября 1943 года.

## Награды
- Медаль «Золотая Звезда» Героя Советского Союза (17.11.1943)[3][1].
- Орден Ленина.
- Орден Отечественной войны 1-й степени.
- Орден Красной Звезды (05.10.1943)[4].
- Медали.